# Lubomin (Mrozy)
Pour les articles homonymes, voir Lubomin.
Lubomin (prononciation : [luˈbɔmin]) est un village polonais de la gmina de Mrozy dans le powiat de Mińsk de la voïvodie de Mazovie dans le centre-est de la Pologne.
Le village compte approximativement une population de 110 habitants en 2013.

## Histoire
De 1975 à 1998, le village appartenait administrativement à la voïvodie de Siedlce.